# Bullets Over Summer
Pour plus de détails, voir Fiche technique et Distribution.
Bullets Over Summer est un film hong-kongais réalisé par Wilson Yip, sorti le 5 août 1999.

## Synopsis
Alors qu'un gang tue des flics, des gardes et des invités lors d'un mariage, dans un bain de sang, deux flics sont désignés pour faire l'enquête. Ils vont chercher un appartement en face de celui d'un des suspects que leur informateur leur a indiqué. Il se trouve que l'appartement qu'ils choisissent est celui d'une vieille grand-mère. Sénile, elle les prend pour des membres de sa famille et les appelle Mike et Brian. Une fois dans l'appartement, « Brian » drague une écolière un peu punk sur les bords et « Mike », orphelin, essaie de trouver le confort d'une famille avec une femme enceinte, propriétaire d'une laverie. Mais il se rend vite compte qu'il est atteint du syndrome de Huntington…

## Fiche technique
- Titre : Bullets Over Summer
- Titre original : Baau lit ying ging (爆裂刑警)
- Réalisation : Wilson Yip
- Scénario : Ben Cheung, Matt Chow et Wilson Yip
- Production : Joe Ma et Li Kuo-hsing
- Musique : Tommy Wai
- Photographie : Lam Wah-chuen
- Montage : Cheung Ka-Fai
- Pays d'origine : Hong Kong
- Format : Couleurs - 1,85:1 - Dolby Digital - 35 mm
- Genre : Polar
- Durée : 92 minutes
- Date de sortie : 5 août 1999 (Hong Kong)

## Distribution
- Francis Ng : Mike
- Louis Koo : Brian
- Lai Yiu-Cheung : Stone
- Helena Law : La grand-mère
- Michelle Saram : Yen
- Stephanie Lam : Jennifer
- Joe Lee
- Meng Lo

## Récompenses
- Nomination pour le prix du meilleur acteur (Francis Ng), lors des Golden Bauhinia Awards 2000.
- Prix du meilleur second rôle féminin (Helena Law), lors des Golden Bauhinia Awards 2000.
- Nominations pour les prix du meilleur acteur (Francis Ng) et meilleur son, lors des Hong Kong Film Awards 2000.
- Prix de la meilleure actrice pour Helena Law, lors des Hong Kong Film Awards 2000.
- Prix du film du mérite, meilleur acteur (Francis Ng) et meilleure actrice (Helena Law), lors des Hong Kong Film Critics Society Awards 2000.